# Leitmotiv

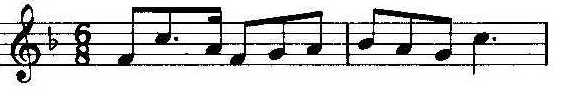
Leitmotiv associato con il Sigfrido di Richard Wagner

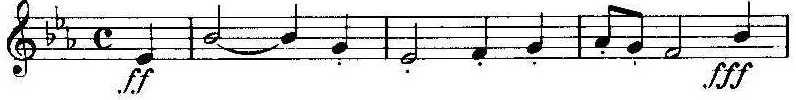
Leitmotiv dell'Atto III del Sigfrido di Wagner. Come si può notare, il tema è più lungo, ampio ed organizzato rispetto a prima (vedi l'immagine sopra). Ciò suggerisce la comparsa del protagonista Sigfrido

Leitmotiv (pronuncia tedesca: [ˈlaitmotiːf]; pronuncia italiana: /laitmoˈtif/ o /laitmoˈtiv/), in italiano motivo conduttore, è un termine tedesco (di genere neutro) che indica un tema musicale ricorrente associato ad un personaggio, un sentimento, un luogo, un'idea, un oggetto.
È usato soprattutto nell'opera lirica e nelle colonne sonore.
La parola è il risultato di un prestito della lingua tedesca che ha mutuato dal francese il significato di motiv (FR: motif) come tema. Aggiungendo il prefisso leit- (dal tedesco leiten, "condurre") si ha das Leitmotiv (plurale: die Leitmotive).
Il leitmotiv è in genere costituito da una breve melodia, ma può anche essere un accordo e semplicemente una figura ritmica. L'uso di diversi leitmotive legati, ad esempio, ai diversi personaggi, aiuta ad amalgamare un lavoro in un tutt'uno coerente e facilita il compositore nel raccontare una storia senza l'uso di parole.
Per estensione, il termine indica ogni tipo di tema ricorrente, anche nella letteratura e nel cinema.

## Opera lirica

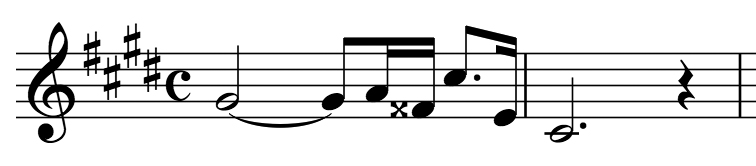
Leitmotiv associato con la Salomè di Richard Strauss

Carl Maria von Weber è stato uno dei primi compositori a fare un largo uso di leitmotiv. Il critico musicale Friedrich Wilhelm Jähns ha utilizzato per primo la parola "Leitmotiv" nel 1871 proprio descrivendo l'opera di Weber.
Il compositore più spesso associato alla tecnica del leitmotiv è Richard Wagner. Nel ciclo Der Ring des Nibelungen (L'anello del Nibelungo) vengono continuamente adoperati e variati ben 74 leitmotive per rappresentare personaggi, cose o situazioni. Molti temi, inoltre, vengono ripresi attraverso l'intero ciclo, costituendo un elemento unificatore. Wagner definiva il lietmotiv con la parola Grundthema (idea base). Fu Hans Paul von Wolzogen, l'editore del Bayreuther Blätter, a riferire per la prima volta nel 1887 il termine leitmotiv a Wagner commentando molti altri compositori. Tra questi Richard Strauss, Sergei Prokofiev (che sfruttò il leitmotiv nell'opera Pierino e il lupo in cui ogni personaggio viene associato a uno strumento musicale), Giacomo Puccini.
L'uso del leitmotiv trova spazio anche in generi musicali diversi dalla musica classica. Vi ricorsero Frank Zappa nel doppio album Uncle Meat; gli Who nelle opere rock Tommy e Quadrophenia; i Pink Floyd in svariati album, tra i quali The Wall, The Dark Side of the Moon e The Final Cut; i Dream Theater di cui è esempio il concept album Metropolis Pt. 2: Scenes From a Memory; Mike Oldfield; Neal Morse nell'album One, Billie Eilish in tutto il suo album Hit Me Hard and Soft.

## Cinema e televisione
L'impiego del leitmotiv è molto comune nel cinema: un esempio è il tema della marcia imperiale che John Williams ha scritto per Guerre stellari; anche i vari personaggi (Luke Skywalker, Leila Organa, Palpatine e Yoda) sono accompagnati dal loro tema ricorrente durante tutta la saga. Altri esempi dello stesso autore sono la colonna sonora dei film Superman, Lo squalo e Indiana Jones.
Molto noto è il tema di Lara composto da Maurice Jarre per il film Il dottor Zivago. Il regista Fritz Lang, alla sua prima esperienza con il sonoro nel 1931, utilizzò un motivo tratto dal Peer Gynt di Edvard Grieg come tema ricorrente di M - Il mostro di Düsseldorf. Da citare Via col vento (musiche di Max Steiner), Il Sorpasso di Dino Risi (musiche di Riz Ortolani), Mary Poppins, la saga di James Bond, C'era una volta il West di Sergio Leone con musiche di Ennio Morricone. 
Ultimamente i leitmotive si usano sempre più spesso nei film d'animazione e nei film sui supereroi, come il tema di Spider-Man nell'omonimo film del 2002.
In televisione gli esempi sono la soap opera Dynasty, il tema di Laura Palmer in I segreti di Twin Peaks scritto da Angelo Badalamenti e la colonna sonora di Star Trek, in cui un suono di chitarra elettrica accompagna ogni scena in cui il signor Spock cade in meditazione profonda (curiosamente, in una successiva serie di Star Trek i leitmotive furono eliminati per esplicita volontà del produttore Rick Berman).
Notabili sono i temi musicali associati ai personaggi della ciurma nell'anime One Piece; nella versione originale sono ripresi nell'intermezzo.

## Letteratura
In letteratura il leitmotiv è la rappresentazione ripetitiva di alcuni temi o emozioni attraverso un lavoro di tipo letterario. Si può trattare di un evento, un oggetto o un personaggio. Lo scopo è sempre quello di dare unità all'opera.
James Joyce adopera questa tecnica nell'Ulisse, nel capitolo delle Sirene, e poi in Ritratto dell'artista da giovane. In questo caso il tema della Vergine Maria, poi del mito greco di Dedalo, e poi altri temi ricorrenti servono a dare continuità al romanzo a mano a mano che il carattere di Stefano matura.
Un uso frequente del leitmotiv si riscontra nell'opera di Thomas Mann, per esempio nei Buddenbrooks o in La montagna incantata.
In campo drammaturgico Samuel Beckett, che è stato a contatto con James Joyce, ricorre al leitmotiv in tutta la sua produzione, puntando molto sulle ripetizioni e utilizzando le "voci" come strumenti musicali.

## Videogiochi
Nei videogiochi il leitmotiv serve ad indicare un determinato personaggio o evento speciale; brani come Dancing Mad e Balance is Restored, composti da Nobuo Uematsu per il videogioco Final Fantasy VI, ne sono un perfetto esempio. Un altro è il tema di Sly Cooper scritto da Peter McConnell nei platform della omonima saga, anche se il leitmotiv del personaggio compare solo da Sly 2: La banda dei ladri in poi.
La colonna sonora del videogioco Undertale è costituita principalmente da vari leitmotive, in modo tale da suscitare emozioni nostalgiche verso il gioco.